# Capo Espenberg

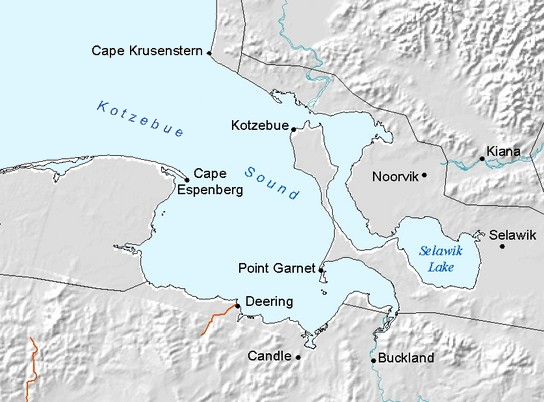
Mappa di Capo Espenberg e Kotzebue Sound

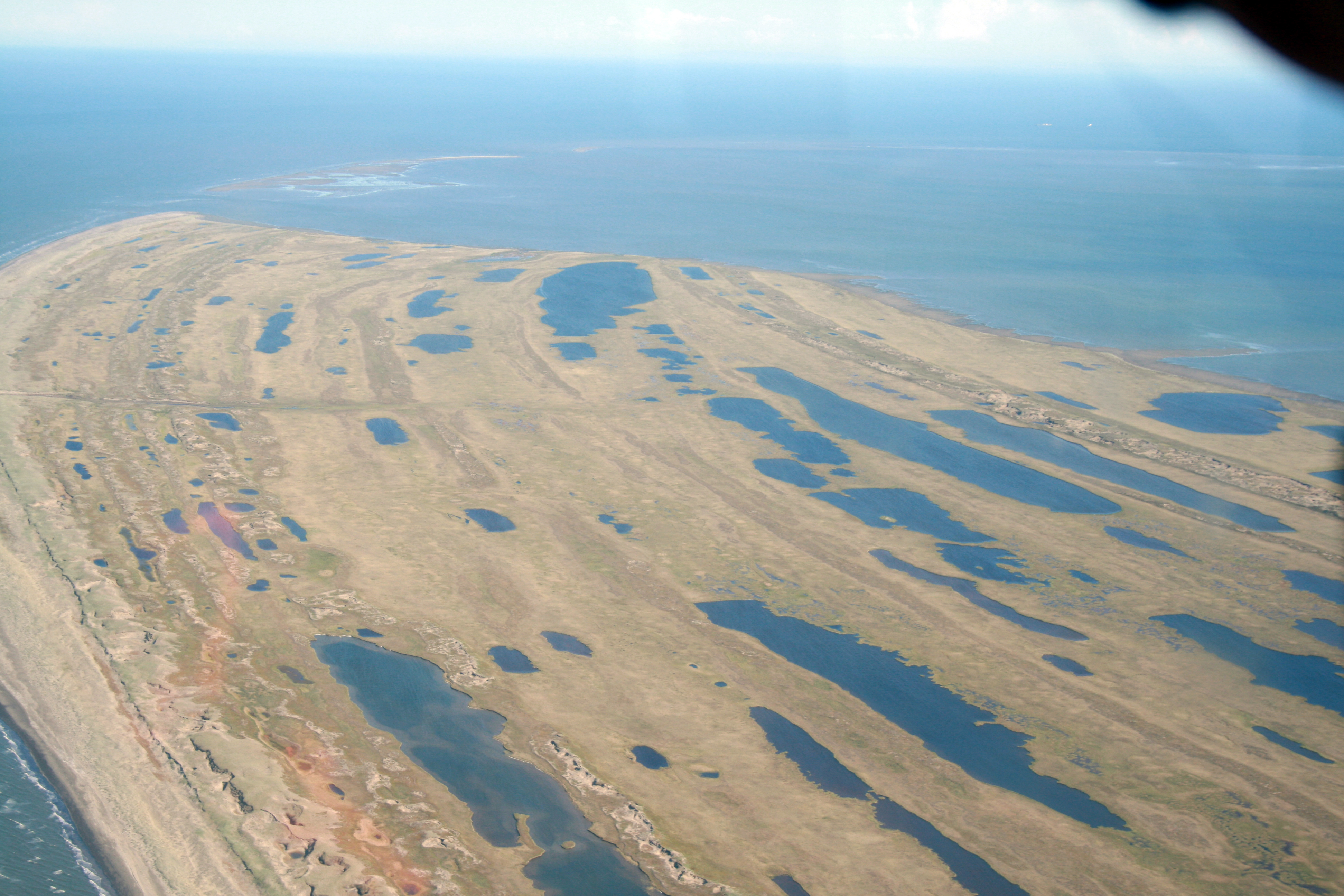
La lingua di terra che termina con Capo Espenberg

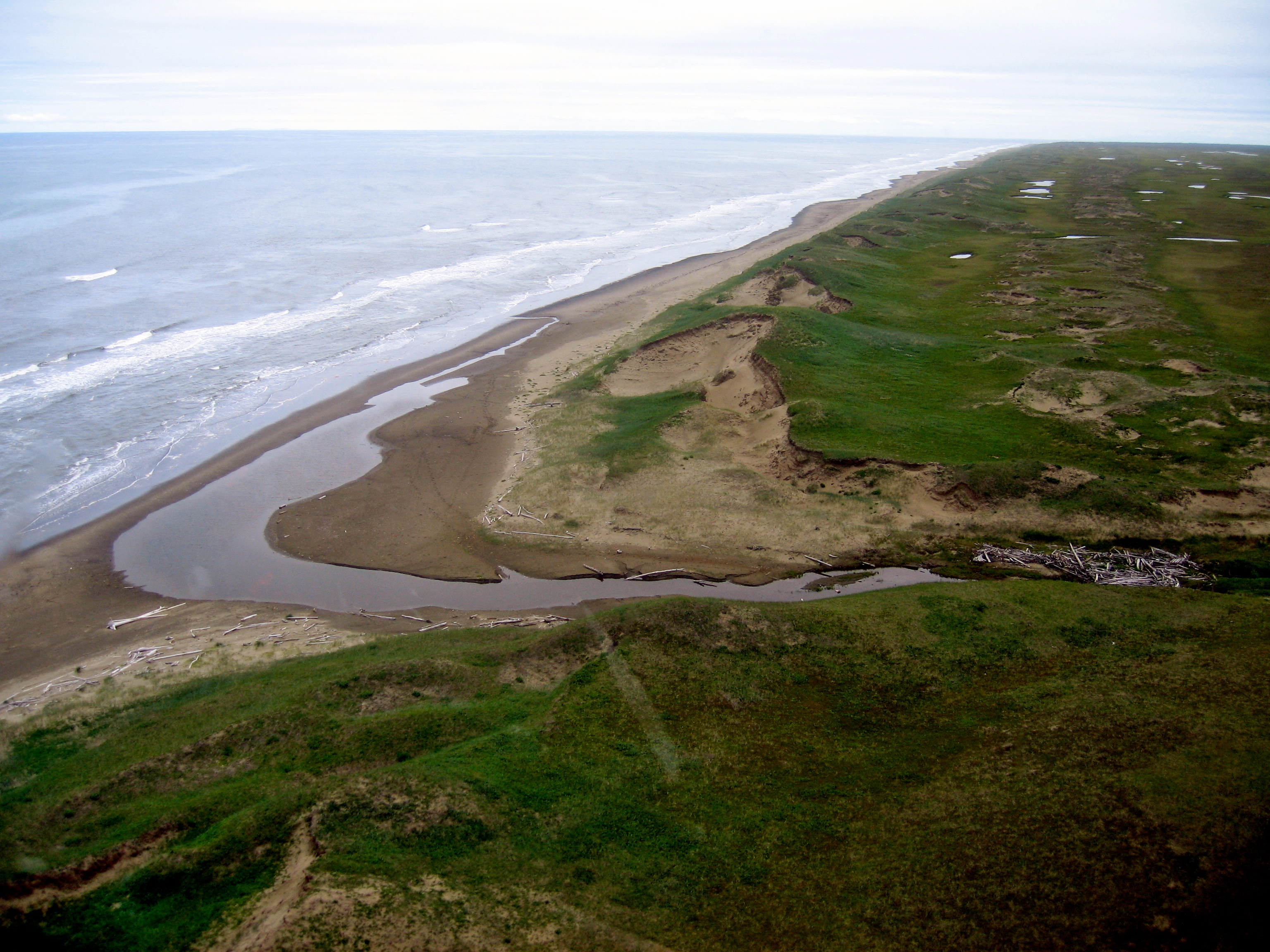
Dune a Capo Espenberg

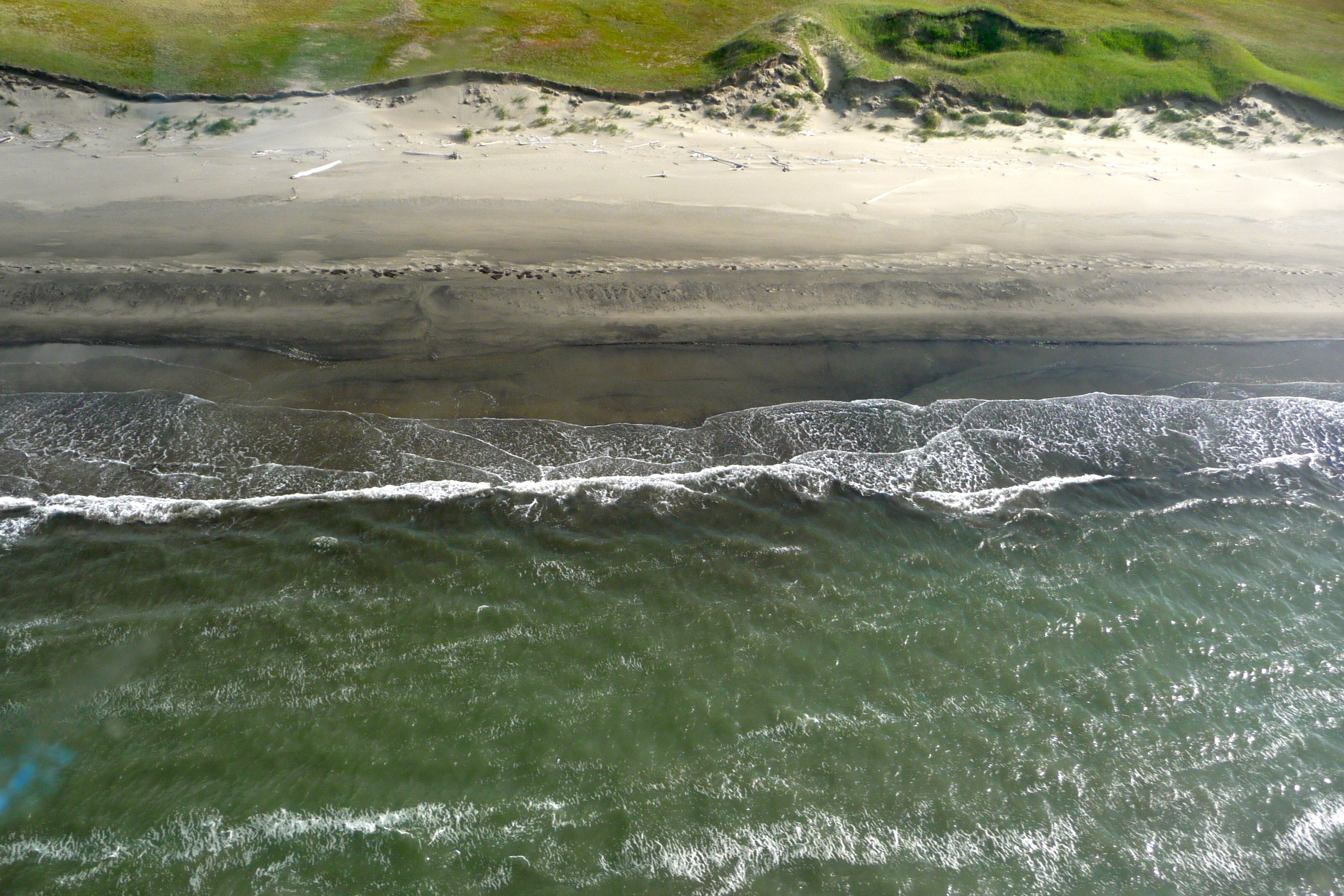
Spiaggia a Capo Espenberg

Capo Espenberg è una punta che costituisce il vertice nord-orientale della penisola di Seward sul Mare dei Ciukci in Alaska. Si trova al termine di una striscia pianeggiante di terra, lunga circa 30 km e larga da 1 a 2 km, sulla costa settentrionale della Penisola di Seward, posta a cavallo del Circolo polare artico.
Il Capo Espenberg, la zona costiera e l'area restrostante della penisola di Seward fanno parte della Riserva nazionale di Bering Land Bridge. Tutta l'area di Capo Espenberg riveste inoltre notevole importanza dal punto di vista faunistico. In particolare essa è definita una Important Bird Area in cui vivono oltre 20 specie di uccelli marini.
Capo Espenberg venne così chiamato dal navigatore tedesco Otto von Kotzebue, che esplorò il Mare dei Ciukci nel 1816, in onore del suo amico Karl Espenberg che aveva accompagnato come medico di bordo l'ammiraglio Krusenstern nel suo viaggio intorno al mondo dal 1803 al 1806.